# 高安町南
高安町南（たかやすちょうみなみ）は、大阪府八尾市の地名。現行行政地名は高安町南一丁目から高安町南七丁目。住居表示は未実施。

## 地理・歴史概要
令制国一覧 > 畿内 > 河内国 > 高安郡 > 教興寺村、黒谷村、垣内村
昭和47年（1972年）の町名地番変更時に下記の3大字地域の大阪外環状線よりも西側の地域を整理統合してできた地名である。
現在の3～6丁目辺りは旧大字垣内、1,2,7丁目辺りは旧大字教興寺が大半で、旧大字黒谷だった地域が混在している。
近鉄大阪線高安駅の南東側、大阪外環状線の西に挟まれた地域。中央に恩智川が流れる。概ね市街地化しているが若干田畑が残る。
府道山本黒谷線沿いは恩智川より西が商店街となっている。

## 世帯数と人口
2020年（令和2年）3月31日現在（八尾市発表）の世帯数と人口は以下の通りである。
| 丁目           | 世帯数    | 人口    |
| -------------- | --------- | ------- |
| 高安町南一丁目 | 242世帯   | 453人   |
| 高安町南二丁目 | 277世帯   | 664人   |
| 高安町南三丁目 | 260世帯   | 587人   |
| 高安町南四丁目 | 137世帯   | 372人   |
| 高安町南五丁目 | 91世帯    | 227人   |
| 高安町南六丁目 | 50世帯    | 107人   |
| 高安町南七丁目 | 90世帯    | 211人   |
| 計             | 1,147世帯 | 2,621人 |

### 人口の変遷
国勢調査による人口の推移。
| 1995年（平成7年）  | 1,965人 | [ 5 ] |  |
| 2000年（平成12年） | 2,267人 | [ 6 ] |  |
| 2005年（平成17年） | 2,381人 | [ 7 ] |  |
| 2010年（平成22年） | 2,409人 | [ 8 ] |  |
| 2015年（平成27年） | 2,532人 | [ 9 ] |  |

### 世帯数の変遷
国勢調査による世帯数の推移。
| 1995年（平成7年）  | 762世帯 | [ 5 ] |  |
| 2000年（平成12年） | 876世帯 | [ 6 ] |  |
| 2005年（平成17年） | 938世帯 | [ 7 ] |  |
| 2010年（平成22年） | 931世帯 | [ 8 ] |  |
| 2015年（平成27年） | 998世帯 | [ 9 ] |  |

## 学区
市立小・中学校に通う場合、学区は以下の通りとなる（2020年5月時点）。
| 丁目           | 番   | 小学校               | 中学校             |
| -------------- | ---- | -------------------- | ------------------ |
| 高安町南一丁目 | 全域 | 八尾市立高安西小学校 | 八尾市立曙川中学校 |
| 高安町南二丁目 | 全域 | 八尾市立高安西小学校 | 八尾市立曙川中学校 |
| 高安町南三丁目 | 全域 | 八尾市立高安西小学校 | 八尾市立曙川中学校 |
| 高安町南四丁目 | 全域 | 八尾市立高安西小学校 | 八尾市立曙川中学校 |
| 高安町南五丁目 | 全域 | 八尾市立高安西小学校 | 八尾市立曙川中学校 |
| 高安町南六丁目 | 全域 | 八尾市立高安西小学校 | 八尾市立曙川中学校 |
| 高安町南七丁目 | 全域 | 八尾市立高安西小学校 | 八尾市立曙川中学校 |

## 事業所
2016年（平成28年）現在の経済センサス調査による事業所数と従業員数は以下の通りである。
| 丁目                   | 事業所数 | 従業員数 |
| ---------------------- | -------- | -------- |
| 高安町南一丁目・二丁目 | 38事業所 | 160人    |
| 高安町南三〜五丁目     | 5事業所  | 17人     |
| 高安町南六丁目         | 11事業所 | 50人     |
| 高安町南七丁目         | 3事業所  | 89人     |
| 計                     | 59事業所 | 316人    |

## 主な施設
- 高安駅前商店街（1丁目）
- 八尾自動車教習所（7丁目）

## 交通
- 近鉄高安駅（山本高安町1丁目）
地域の北西に位置する。
- 国道170号大阪外環状線
- 大阪府道181号山本黒谷線

## その他

### 日本郵便
- 郵便番号 : 581-0875[2]（集配局：八尾郵便局[12]）。